# Калковське
Калковське (пол. Kałkowskie) — село в Польщі, у гміні Сосне Островського повіту Великопольського воєводства.
Населення — 190 осіб (2011).

## Демографія
Демографічна структура станом на 31 березня 2011 року:
|          | Загалом | Допрацездатний вік | Працездатний вік | Постпрацездатний вік |
| -------- | ------- | ------------------ | ---------------- | -------------------- |
| Чоловіки | 103     | 18                 | 76               | 9                    |
| Жінки    | 87      | 12                 | 51               | 24                   |
| Разом    | 190     | 30                 | 127              | 33                   |